# Лапландский университет
Лапландский университет (фин. Lapin yliopisto, швед. Lapplands universitet) — университет Финляндии, самый северный университет этой страны; расположен в городе Рованиеми (Лапландия).
Университет сотрудничает с другими научными и исследовательскими учреждениями в международном проекте Университет Арктики; имеет контакты с высшими учебными заведения Мурманска. Входит в консорциум с Лапландским университетом прикладных наук.

## История
Университет был основан в 1979 году и до 1991 года носил наименование Высшей школы Лапландии (фин. Lapin korkeakoulu).
Министерство образования Финляндии 6 февраля 2013 года, в день отмечаемого в стране Национального дня саамов, выделило Лапландскому университету 1 млн евро на проведение саамских исследований. В конце апреля 2014 года в университете открылась выставка «Привет от кольских саамов» из собрания преподавателя университета Лейфа Ранталы, посвящённая саамам Кольского полуострова.

## Структура
В настоящее время в университете имеется четыре факультета:
- Факультет искусства и дизайна
- Факультет образования
- Факультет права
- Факультет социальных наук

Существовавший ранее факультет бизнеса и туризма вошёл в состав факультета социальных наук. Действующий при университете Арктический центр является ведущим научно-исследовательским учреждением в области исследования Арктики.